# Challenger de Lyon 2016

El torneo Open Sopra Steria de Lyon 2016 es un torneo profesional de tenis. Pertenece al ATP Challenger Series 2016. Se disputará su 1ª edición sobre superficie tierra batida, en Lyon, Francia entre el 6 al el 12 de junio de 2016.

## Jugadores participantes del cuadro de individuales
| Favorito | País                 | Jugador                 | Rank1 | Posición en el torneo |
| -------- | -------------------- | ----------------------- | ----- | --------------------- |
| 1        | Bandera de Japón     | Taro Daniel             | 92    | Primera ronda         |
| 2        | Bandera de España    | Roberto Carballés Baena | 144   | Primera ronda         |
| 3        | Bandera de Italia    | Thomas Fabbiano         | 117   | Primera ronda         |
| 4        | Bandera de Argentina | Carlos Berlocq          | 126   | Cuartos de final      |
| 5        | Bandera de Brasil    | Thiago Monteiro         | 139   | FINAL                 |
| 6        | Bandera de Argentina | Renzo Olivo             | 145   | Primera ronda         |
| 7        | Bandera de Italia    | Luca Vanni              | 159   | baja                  |
| 8        | Bandera de Bélgica   | Steve Darcis            | 161   | CAMPEÓN               |

- 1 Se ha tomado en cuenta el ranking del 30 de mayo de 2016.

### Otros participantes
Los siguientes jugadores recibieron una invitación (wild card), por lo tanto ingresan directamente al cuadro principal (WC):
- Julien Benneteau
- Maxime Chazal
- Corentin Denolly
- Laurent Lokoli

Los siguientes jugadores ingresan al cuadro principal tras disputar el cuadro clasificatorio (Q):
- Jonathan Eysseric
- Joris De Loore
- Yann Marti
- James McGee

## Campeones

### Individual Masculino
- Steve Darcis derrotó en la final a  Thiago Monteiro, 3–6, 6–2, 6–0

### Dobles Masculino
- Grégoire Barrère /  Tristan Lamasine derrotaron en la final a  Jonathan Eysseric /  Franko Škugor, 2–6, 6–3, [10–6]